# Adorned Brood
Adorned Brood ist eine Metal-Band aus Grevenbroich, die zu den ältesten Pagan-Metal-Bands Deutschlands zählt.

## Bandgeschichte
Die Band wurde 1993 gegründet und nahm in dem Jahr die Demos Phobos-Deimos und Wapen auf.
1996 erschien mit Hiltia das erste Album bei Folter Records. Nach den Alben Wigand (1998 bei Atmosfear) und Asgard (2000 bei Moonstorm Records) und zahlreichen Besetzungswechseln blieben der Band nur Frontmann Markus Frost und nach seiner Rückkehr 2007 Mirko „Pagan“ Klier erhalten. In diesen Jahren spielte Adorned Brood eine etwas ruhigere und folkigere Art des Metals; die Black-Metal-Elemente sind auf dem Album Erdenkraft fast vollständig in den Hintergrund getreten.

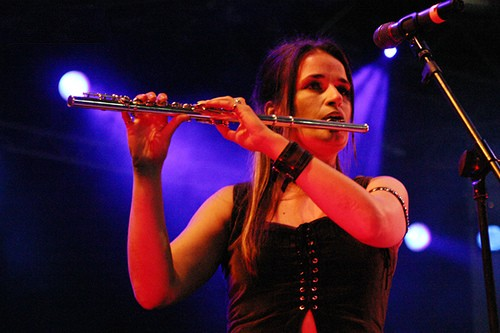
Ingeborg Anna Baumgärtel, Metal Inferno Festival, April 2007

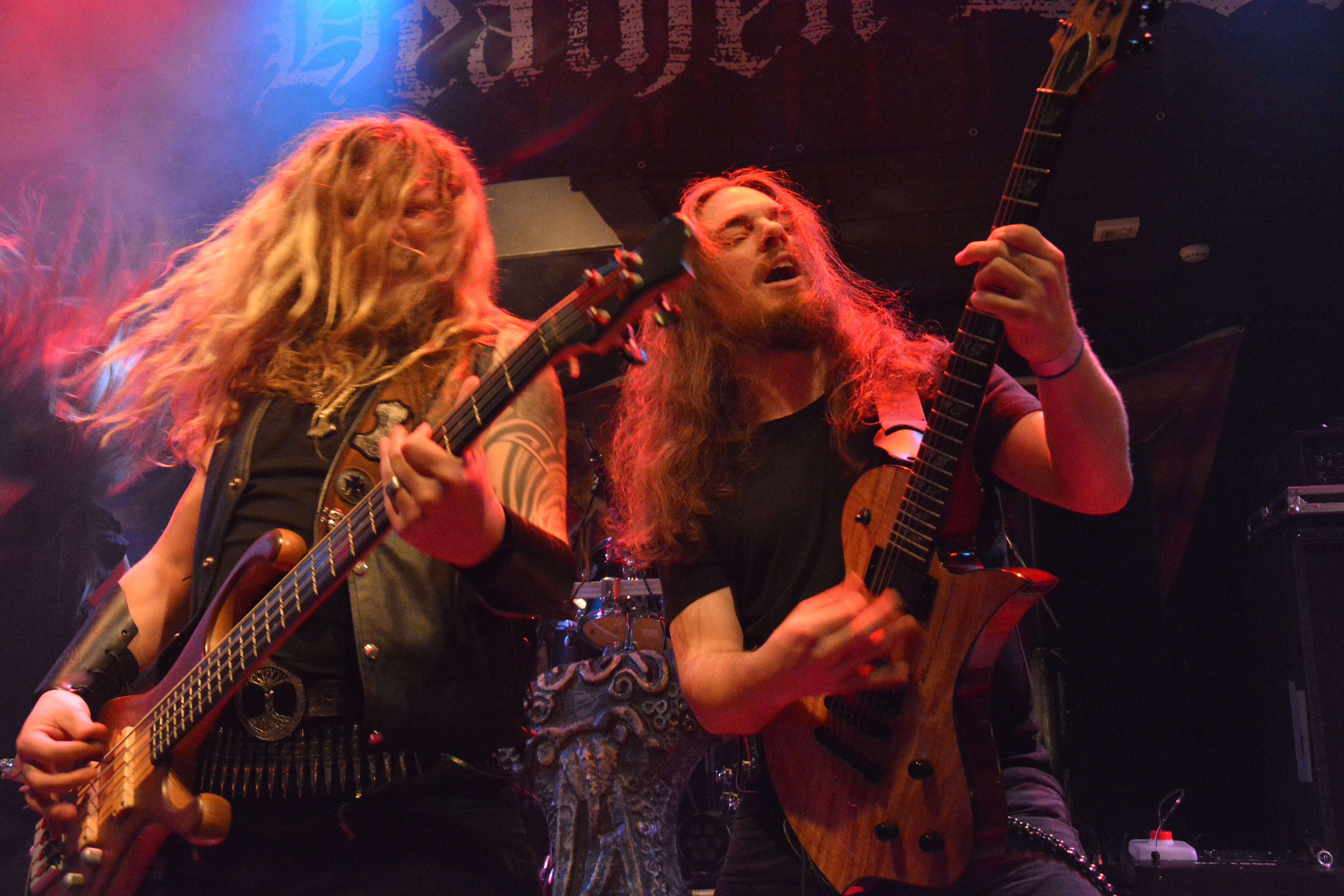
Adorned Brood beim Heathen Rock 2014

Zum Ende des Jahres 2005 trennte sich die Band von ihrem bisherigen Label Moonstorm Records und unterschrieb einen Vertrag bei Black Bards Entertainment. Das fünfte Studioalbum Heldentat erschien am 1. September 2006.
Im September 2008 wurden die beiden ersten Alben Hiltia und Wigand neu gemastert in einer Doppel-CD-Ausgabe bei Black Bards Entertainment veröffentlicht. Zudem erschien im November das neue Studioalbum Noor, mit dem die Band stilistisch wieder zurück zur Musik der ersten Alben kehrte und den Anteil deutschsprachiger Texte deutlich verringerte.
2009 erfolgten weitreichende Besetzungswechsel. Mit Niklas wurde ein fester Keyboarder engagiert. Jan Jansohn (All Will Know, Dunkelschön, Ex-Agathodaimon, Ex-Opalessence) ersetzte Gründungsmitglied Mirko „Pagan“ Klier (Difused) an der Gitarre und Anne ersetzte Anna als Querflötistin. Anfang 2009 war die Band auch an der Black Sails over Europe-Tournee beteiligt, bei der sie neben Heidevolk auch Alestorm und Týr mit einigen Auftritten unterstützten. Im Sommer 2009 spielte sie beim Wacken Open Air. Im Oktober desselben Jahres wurde das dritte Album Asgard wiederveröffentlicht.
Anfang 2010 verließ der langjährige Schlagzeuger Tim Baumgärtel aus zeitlichen Gründen die Band und für ihn kehrte das Gründungsmitglied Mike „Ariovist“ Engelmann zurück. Im Oktober 2010 folgte das siebte Studioalbum Hammerfeste. Im Zuge dessen kam es zu einer Europa-Tournee zusammen mit Negură Bunget und Black Messiah. Engelmann blieb allerdings aus zeitlichen bzw. beruflichen Gründen nicht lange und wurde bereits im September 2011 durch Mischa Kliege (Denight, Ex-Earth After Sun) ersetzt.
Es folgte ein Wechsel vom mittlerweile insolventen Label Black Bards Entertainment zu Massacre Records, über welches am 23. November 2012 dann das achte Album Kuningaz veröffentlicht wurde.
Die Band zeigt seit geraumer Zeit mit Live-Shows auf den großen deutschen Metal-Festivals wie dem Summer Breeze (2001), dem Party.San (2001), dem Wacken Open Air (2009), dem Ragnarök-Festival (2011) und dem Wave-Gotik-Treffen (2012) sowie im Vorprogramm von Subway to Sally, Ensiferum, Norther, Korpiklaani und Turisas Präsenz. Im Dezember 2012 spielte die Band in São Paulo in Brasilien und damit erstmals außerhalb Europas.

## Diskografie

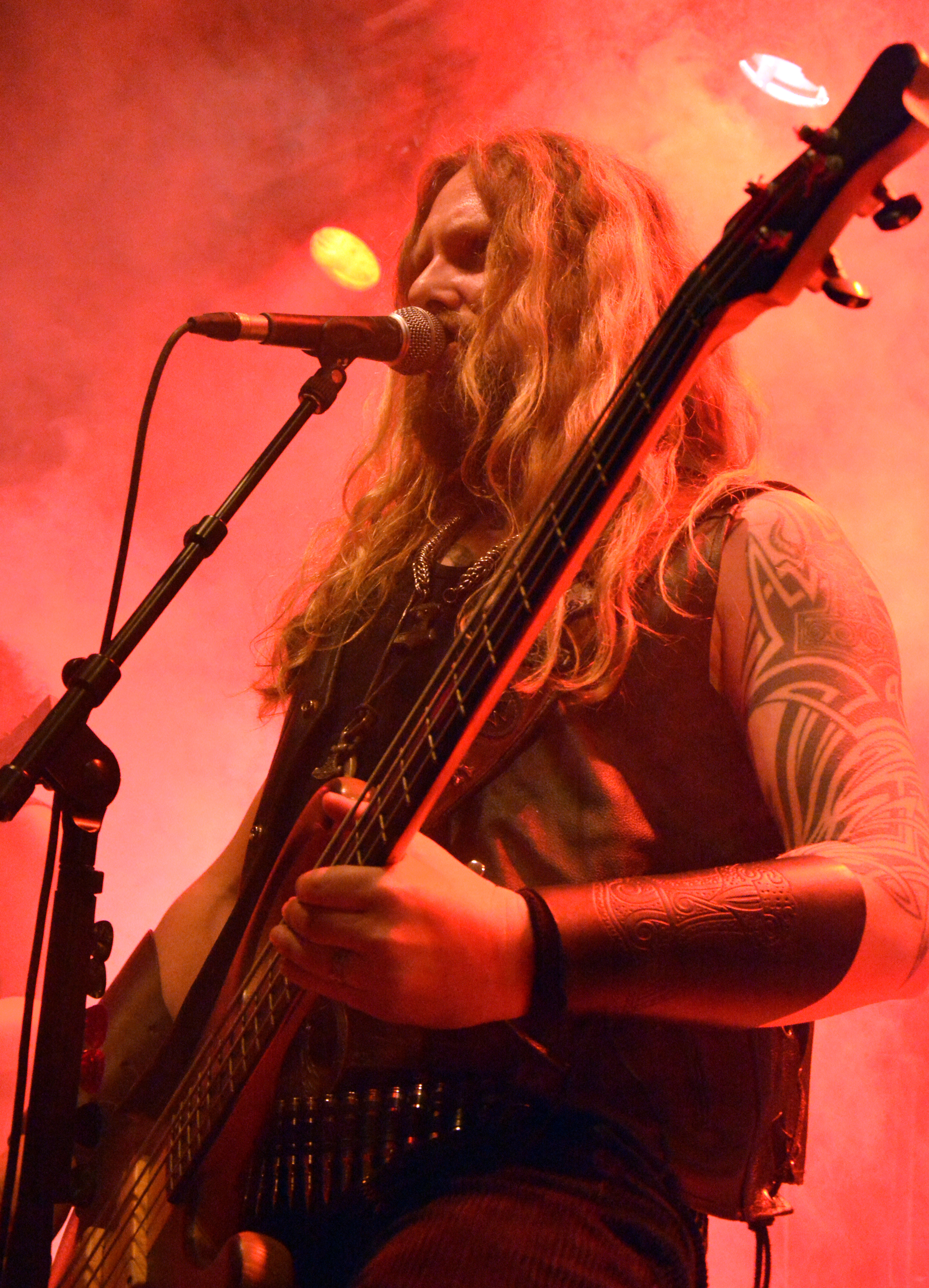
Markus Frost

### Demos
- 1993: Phobos-Deimos (Demo)
- 1993: Wapen (Demo)
- 1996: Rehearsal '96 (Demo)

### Alben
- 1996: Hiltia (Folter Records)
- 1998: Wigand (Atmosfear)
- 2000: Asgard (Moonstorm Records)
- 2002: Erdenkraft (Moonstorm)
- 2006: Heldentat (Black Bards Entertainment)
- 2008: Noor (Black Bards Entertainment)
- 2010: Hammerfeste (Black Bards Entertainment)
- 2012: Kuningaz (Massacre Records)

### Wiederveröffentlichungen
- 2008: Hiltia & Wigand (Black Bards Entertainment, Wiederveröffentlichung)
- 2009: Asgard (Black Bards Entertainment, Wiederveröffentlichung)

### Singles
- 2012: Victory or Valhall (Independent)